# Charltona plurivittalis
Charltona plurivittalis là một loài bướm đêm trong họ Crambidae.